# Psychotria guapilensis
Psychotria guapilensis är en måreväxtart som först beskrevs av Paul Carpenter Standley, och fick sitt nu gällande namn av Barry Edward Hammel. Psychotria guapilensis ingår i släktet Psychotria och familjen måreväxter. Inga underarter finns listade i Catalogue of Life.